# Гипнопедия
Гипнопедия (др.-греч. ὕπνος — сон, παιδεία — обучение; обучение во сне) — методика обучения во время естественного сна, заключается в прослушивании обучаемым во время сна голоса гипнотизёра или его записи. Выводы некоторых ранних исследований дискредитировали эффективность методики, в то время как другие обнаруживали, что мозг действительно реагирует на раздражители и обрабатывает их, когда человек спит.

## История
Использовать сон для обучения человечество пыталось с древних времён, особенно преуспели в этом йоги и факиры в Индии, лебаши в Эфиопии и буддийские монахи.
Первые попытки применения гипнопедии в рамках классической научной школы относятся к XX веку. В 1923 году Д. А. Финней пытался применять её в морском училище в Пенсаколе. В 1927 году Алоиз Бенджамин Салигер изобрел Психо-телефон для изучения сна, заявив: «Было доказано, что естественный сон идентичен гипнотическому сну, и что во время естественного мозг в бессознательном состоянии наиболее восприимчив к внушениям». В СССР первые шаги в этой области были сделаны в 1936 А. М. Свядощем.
Со времён исследований с помощью электроэнцефалографии Чарльзом Саймоном и Уильямом Эммонсом в 1956 году, обучение во сне не воспринималось всерьёз. Исследователи пришли к выводу, что обучение во сне было «непрактичным и, вероятно, невозможным». Они сообщили, что материал для запоминания, представленный во время сна, не вспоминался позже, когда испытуемый пробуждался, если только не активизировался альфа-ритм одновременно с подачей стимула. Поскольку активность альфа-волн во время сна свидетельствует о том, что субъект пробуждается, исследователи считают, что любое обучение произошло в состоянии бодрствования.
В 2012 году исследования Института Вейцмана показали, что условные рефлексы могут возникать во время сна через использование распознавания запахов. «Во время сна люди могут укрепить в памяти уже полученные знания, но могут ли они получить абсолютно новую информацию, неизвестно. Невербальная природа нюхательной реакции, благодаря которой приятные запахи приводят к более сильному обнюхиванию и неприятные — к более слабому, позволяет нам изучать процессы обучения людей во время сна».

## Особенности
Гипнопедия не может рассматриваться как замена другим методикам обучения, так как подходит для закрепления в памяти лишь некоторых типов информации (например, числовых таблиц, формул, иностранных слов, а также телеграфной азбуки, шифрованных кодов и другой узкоспециализированной информации). Успешность применения гипнопедии зависит от слишком большого количества факторов (типа информации, особенностей памяти и возраста обучаемого), чтобы говорить о массовом применении. В целях повышения эффективности варьируется количество и продолжительность сеансов обучения, интонация речи.
Для обучения в состоянии гипноза, а также искусственно вызванного сна (электросон, медикаментозный сон), термин «гипнопедия» не применяется, так как в этом случае происходит гипнотическое или постгипнотическое внушение, имеющее другой механизм.

## В культуре
В романе Олдоса Хаксли «О дивный новый мир» гипнопедия была описана, как один из столпов нового утопичного общества, с помощью которого в голову детей записывались основы поведения в обществе, их предпочтения и образ мысли в зависимости от касты, к которой они относились.
В романе Роберта Хайнлайна «Звездный десант» гипнопедия использовалась в кадетских корпусах для обучения офицерского состава.
В романе Дэниела Киза «Цветы для Элджернона» после проведения операции Чарли ставят телевизор в комнату и дают несколько кассет с лекциями на разные темы. Ему необходимо было включать его на ночь, когда он спал.